# Résolution 354 du Conseil de sécurité des Nations unies
Membres permanents
- Chine
- États-Unis
- France
- Royaume-Uni
- URSS

Membres non permanents
- Australie
- Autriche
- RSS de Biélorussie
- Cameroun
- Costa Rica
- Indonésie
- Iraq
- Kenya
- Mauritanie
- Pérou

Résolution no 353 Résolution no 355
La résolution 354 du Conseil de sécurité des Nations unies fut adoptée à l'unanimité le 23 juillet 1974. Elle réaffirmait les dispositions de la résolution 353 et exigeait que toutes les parties combattantes à Chypre se conforment immédiatement à la résolution et entament un cessez le feu. La résolution demandait également à tous les États de s'abstenir de toute action susceptible d'aggraver encore la situation.

## Texte
- Résolution 354 sur fr.wikisource.org
- Résolution 354 sur en.wikisource.org